# شایوشنیه
شایوشنیه (به مجاری:  Sajósenye) یک منطقهٔ مسکونی در مجارستان است که در ناحیه میشکولتس واقع شده‌است.